# Aristodem de Messènia
Aristodem (en grec Ἀριστόδημος) va ser un rei messeni del segle viii aC.
Al sisè any de la primera guerra messènica, l'oracle de Delfos va predir que l'estat messeni només sobreviuria si una filla d'un membre de la dinastia dels Epítides (descendents d'Èpit) fos sacrificada. La filla del rei Licisc, no va ser acceptada per Epèbol, l'endeví de la ciutat, perquè no la va considerar filla autèntica i Aristodem, un valent guerrer que era d'una branca dels Epítides, va oferir llavors a la seva filla.
El nuvi de la noia s'hi va oposar i per salvar-la va declarar falsament que estava prenyada. El pare va matar la seva filla i va obrir-li la panxa per veure si era veritat. Epèbol no va acceptar el sacrifici perquè la mort de la noia no s'havia ofert als déus i va demanar una altra noia, però el rei Eufes (Euphaes) va convèncer el poble que la petició ja s'havia complert.
Quan tot això es va saber a Esparta, per temor la guerra va quedar aturada per cinc anys després dels quals finalment es va reprendre i el rei Eufes va morir a la lluita i no va deixar hereus.
Llavors Aristodem fou elegit rei i el 724 aC va obtenir una gran victòria, però els espartans es van assabentar del frau en el sacrifici de la noia i van seguir la lluita obtenint diverses victòries fins que el rei, sense esperança, es va suïcidar (vers el 722 aC).